# Шевчук Тетяна
Тетяна Шевчук (нар. 5 лютого 1904, Сушно — дата смерті невідома) — українська письменниця, журналістка, педагог родом із Галичини.
Псевдонім — Т. Кройтор.

## З біографії
Народ. 5 лютого 1904 р. в с. Сушно Радехівського повіту (Галичина).
У Канаду прибула з батьками в 1905 р., навчалася в Йорктоні, а закінчила вищу освіту в Інституті ім. П. Могили в Саскатуна. Учителювала в середніх школах Саскатуну, навчалася в Королівському університеті в Кінґстоні. Була однією із засновниць Жіночого товариства ім. О. Кобилянської, Союзу українок Канади. Диригувала хором, оркестром. Активно друкувалася в українській та англомовній пресі. Емігрувала у 1947 р. до США, мешкала у Спокені.

## Творчість
Авторка оповідань, збірки поезій «На престіл майбутніх днів» (1964), збірки прозових творів «Пробудження духа» (1961) та англійською мовою «A Record of the Spirit». Пізніше переселилася до США.
Окремі публікації:
- Шевчук Т. Вірші // Хрестоматія української літератури в Канаді. — Едмонтон, 2000. — С. 26-27.
- Шевчук Т. На престіл майбутніх днів. Поезії. — Вінніпеґ, 1964. — 79 с.
- Шевчук Т. Пробудження духа. — Вінніпег: Накладом авторки, 1961. — 124 с.